# لیتوهوشس
لیتوهوشس (به چکی: Litohošť) یک منطقهٔ مسکونی در جمهوری چک است که در ناحیه پلهریموو واقع شده‌است. لیتوهوشس ۳٫۴۹ کیلومتر مربع مساحت و ۵۸ نفر جمعیت دارد و ۵۶۵ متر بالاتر از سطح دریا واقع شده‌است.